# Котельницкий, Александр Михайлович

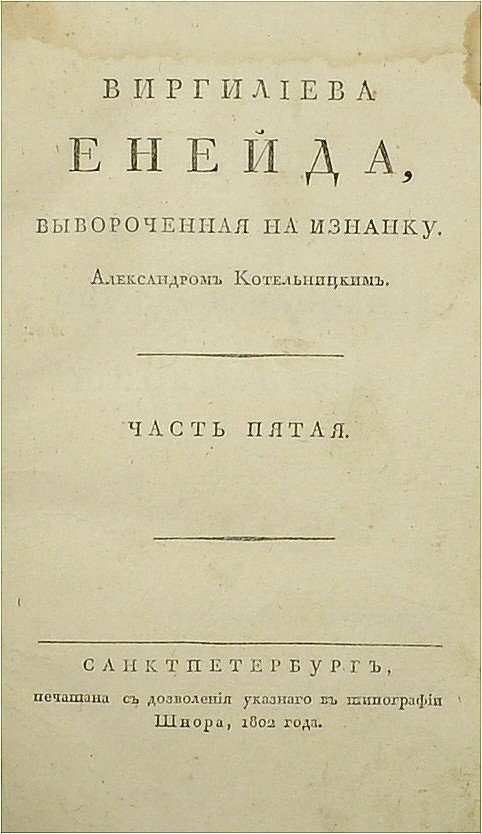
"Вергилиева Энеида, вывороченная наизнанку" 5 часть, 1802 год, Александр Котельницкий

Александр Михайлович Котельницкий — русский поэт 1790—1800-х гг.
Возможно, сын корректора Московской синодальной типографии М. Котельницкого (ум. 1798) и брат В. М. Котельницкого (1770—1844; с 1810 профессор Московского университета).
Учился в Московском университете, где сблизился с Е. П. Люценко, в содружестве с которым и начал литературную деятельность. В 1795 в типографии А. Г. Решетникова вышла их совместная бурлескная переработка одного из «превращений» Овидия — поэма «Похищение Прозерпины» (поэма в трёх песнях наизнанку, СПб., 1795; 2-е изд. 1805). В предисловии «От сочинителей» авторы признавались, что побудительным примером для них послужил успех «Вергилиевой Энеиды, вывороченной наизнанку» (1791)  Н. П. Осипова, и «Ясона» И. М. Наумова (1794), хотя по поводу последней поэмы они сделали ряд критических замечаний.
Оправдывая некоторые собственные поэтические вольности, они апеллировали к элегиям А. П. Сумарокова, возможно, к анакреонтическим стихам М. В. Ломоносова («памятники философа-поэта нашего»), упоминали Л. Камоэнса, Дж. Мильтона, С. Джонсона, Т. Тассо; извиняясь за стилевые погрешности, соавторы вместе с тем отмежевывались от «площадных стихотворцев», т.е. таких, «которые не стараются в своих сочинениях».
Несмотря на мифологический сюжет, в поэму были включены злободневные отклики на события французской революции (осуждение свержения монархии). Долю авторского участия Котельницкого. в работе над поэмой выделить затруднительно. Неясным остается также, кто именно осуществил переработку поэмы для 2-го издания (СПб., 1805), в частности, добавил намеки на наполеоновские войны и указал в новом (стихотворном) обращении «К читателям» на жанровую преемственность произведения («Телемахида» В. К. Тредиаковского, В. И. Майков, Н. П. Осипов): из текста следует, что издание готовилось одним лицом.
В эти же годы Котельницкий предпринял обширный (7000 стихов) труд в жанре «перелицовки» — окончание поэмы Осипова «Вергилиева Энеида, вывороченная наизнанку» (СПб., 1802—1808. Ч. 5—6). 

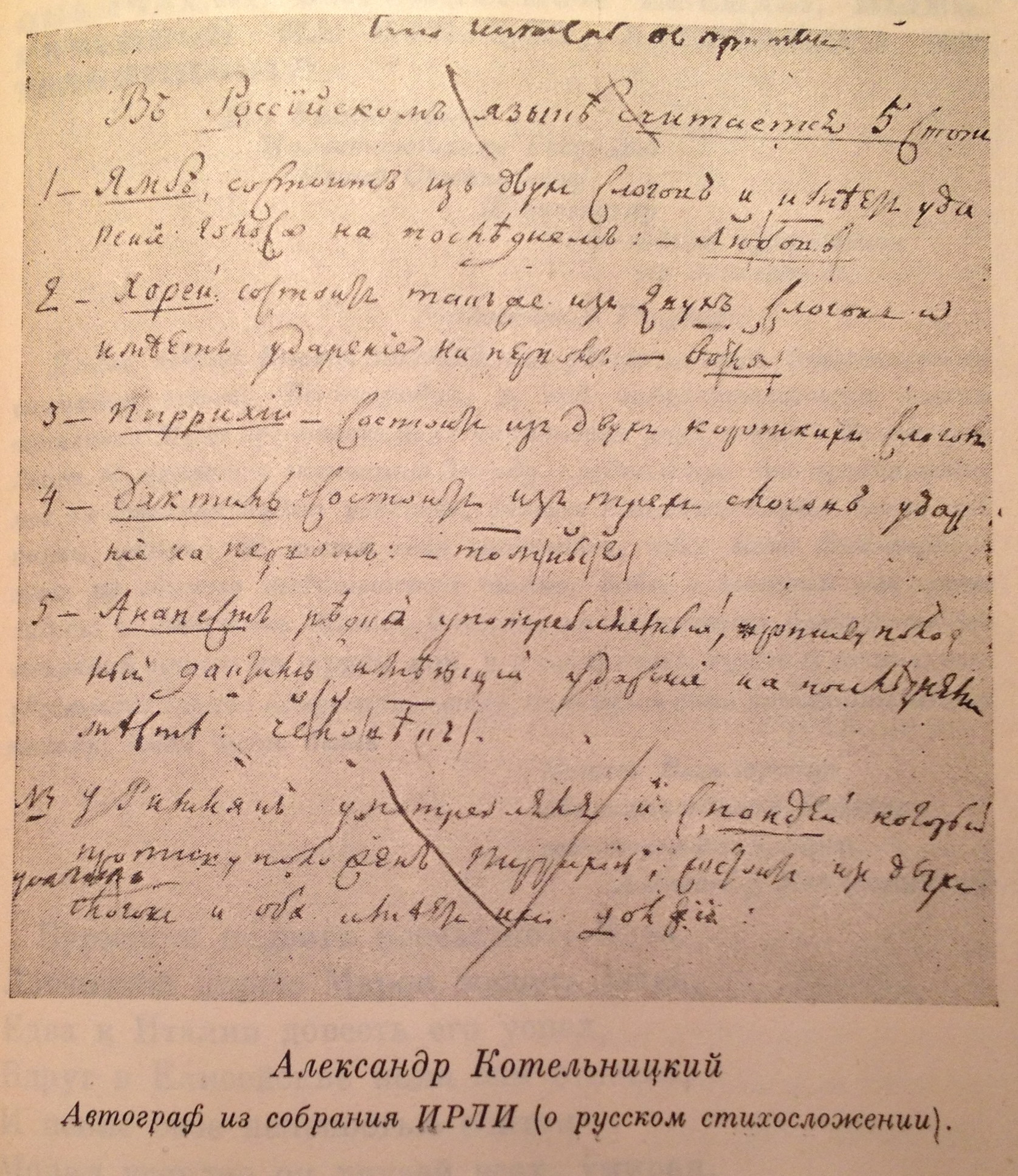
Автограф Котельницкого

Высокая оценка труда Осипова («Скончал свой славный век в угодность злой судьбе, Оставил лавры лишь нетленны по себе») в предисловии и посвящение своего сочинения тому же адресату (И. С. Шешковскому, сыну С. И. Шешковского, начальника Тайной канцелярии при Екатерине II) позволяют предположить, что Котельницкий был лично знаком с Осиповым. Работа над завершением поэмы Осипова осуществлялась Котельницким по договору с издателем Петром Ступиным («Идем мы по Скаронску тракту не добровольно, по контракту»). Труд Котельницкого отличается более точным соответствием Вергилию и меньшим влиянием нем. «перелицовки» А. Блумауэра.
В 1796 начал печататься в «Приятном и полезном» (1796—1797. Ч. 10—14). Среди тридцати его публикаций духовные стихотворения «Песнь, взятая из 143-го псалма», «Выздоравливающий человек» из песен Исайи (белым стихом), легкая лирика, переводы с итальянского («Слезы на гробе матери», «Роскошный»), французского («Восточные басни» Ж.-Ф. де Сен-Ламбера), видимо, с немецкого («Стрелы Амура. Анакреонтическая ода», из К. М. Виланда) языков.
Более всего Котельницкого привлекала поэзия Горация, которого он сначала переводил прозой, затем параллельно прозой и стихами (опубл. семь од; ода «К Сексту Публию» в новой ред. перепечатка под заглавием «Весна»: Любитель словесности. 1806. № 2). По-видимому, эти публикации были началом осуществления замысла полного перевода Горация. Результатами последовательной работы над ним являются черновые рукописи «Мера стихов горацианских с назначением, как в древности каждый род стихов назывался» (Г. Р. Державин собирался включить эту таблицу в «Рассуждение о лирической поэзии…», над которым начал работать в 1807) и «Меры горацианских стихов» по кн. 1 и 2 «Од» (автографы — ИРЛИ, ф. 88, оп. 1, № 6929).
В 1797 К. уезжает в Петербург; в стихотворении «Разлука» (1796. Ч. 13) он писал: «О, сколь прискорбно мне оставить Родство, любовь — друзей — Москву <…> Престольный град <…>, Где взрос воспитанный Минервой, Где жил я с юных самых лет». Стихотворение «Трое мудрецов» (из Саади) датировано уже «С.-Петербург, 17 апр. 1797». В Петербурге Котельницкий. сближается с Державиным и, по-видимому, в нач. XIX в. служит при нем по Министерствуву юстиции. Об этом свидетельствуют посвященные Державину стихотворения: «О несравненном певце», надпись к аллегорической картине «Видение Мурзы» (пер. с фр.), «Стихи на отъезд благодетеля в деревню», «К славному живописцу Тончи» — в подборке из 14 мелких стихотворений Котельницкого, появившихся в журнале «Новости рус. лит.» (1803. № 7). К нему же обращен ряд неопубликованных «домашних» стихотворений, сохранившихся в бумагах Державина: «Стихи к Фонтанке. На приезд Пиндара в баню 1802 г. в ноябре месяце» (РНБ, ф. 247, № 28, л. 116—117, 134; здесь, кроме того, находится несколько автографов др. стихотворений К.), «Утренний восторг при воспоминании тезоименитства моего благодетеля», «Великий меценат, премудрости учитель…», «К добродетельному мужу. Подражание псалму 20», «Надпись к жилищу министра юстиции» (ИРЛИ, ф. 96, оп. 14, № 34). 8 янв. 1801 Котельницкий поднес «бессмертному поэту» полный прозаический перевод кн. 1—2 «Горациевых од» (58 од — ИРЛИ, ф. 96, оп. 14, № 15; рукопись перебелена самим Котельницким и имеет пометы — следы чтения ее Державиным). Позднее эти переводы были переложены стихами, в основном рифмованными ямбами, часто белым и «русским» стихом (беловой автограф в бумагах Державина — РНБ, ф. 247 № 38, л. 14—62).
Среди др. стихотворений Котельницкого. в «Новостях русской литературы» напечатаны «К стихотворице» (послание к какой-то петербургской поэтессе), «Эпитафия Дидоне» из Авзония, «Идиллия» Мохуса (Мосха).
22 дек. 1803 К. был назначен по ходатайству П. В. Лопухина секретарем в Комитет для обозрения дел по жалобам на решения департаментов Сената с производством (по личному распоряжению Александра I) из титулярных советников в коллежские асессоры. Этому служебному повышению предшествовало в 1803 разбирательство по переписке Котельницкого с неким Артамоном Евдокимовым из Москвы, пытавшимся подкупить Котельницкого пятью тысячами рублей. На это Котельницкий ответил ему, что «правосудие на весах министра юстиции <Державина> столько тяжело, что никакие суммы его перевесить не могут», а сам он не может предать доверенность к нему Державина и взяток не берет. Тогда Евдокимов сообщил Державину, что под его началом служит такой «бескорыстолюбец», как Котельницкий. В ответ Державин приказал ознакомить с письмом Евдокимова чиновников своей канцелярии, чтобы «и прочие подражали Котельницкому», а Котельницкому приказал объявить, что «он у меня за сей благородный поступок не останется <…> для исходатайствования милости монаршей». Котельницкий выразил свою признательность стихами: «Пусть злоба зло о мне твердит, Пусть зависть изощряет жало, Но под твоим крылом, пиит, Об яде оных мыслить мало» — и заверил, что он употребляет на помощь «бедным просителям» часть своего жалованья (РГИА, ф. 1405, оп. 1 (1803 г.), № 3026).
Как можно понять из стихотворения «К князю Гордецову», Котельницкий находился в эти годы в стесненных обстоятельствах: «Хоть не богат, Влачусь хотя и в низкой доле, Но я спокоен, духом свят, Доволен…». Из сохранившихся писем Котельницкого к Н. П. Шереметеву (РГИА, ф. 1088, оп. 1, № 193) видно, что он пользовался его денежной поддержкой (в частности, получил 600 руб. на издание своих сочинений) и посвящал ему стихи; упоминаются двенадцатистишие к памятнику (возможно, П. И. Ковалевой-Шереметевой; см. также стихотворение «Н. П. Ш. об испытанном блаженстве» — РНБ, ф. 247, № 38, л. 78), стихи на отъезд Шереметева из Петербурга, «Песнь. Торжество благости», написанная 26 мая 1803 в связи с рескриптом Александра I об учреждении Дома для призрения бедных и больных (опубл. под др. загл.: Стихи его сиятельству гр. Шереметеву на учреждение в Москве дома странноприимства. СПб., 1803; ср. рукоп. ред.: РНБ, ф. 855, № 33; ИРЛИ, ф. 96, оп. 14, № 34, л. 5). В печати известны и официальные подносные оды Котельницкого: «Похвальная песнь императору Павлу I» (СПб., 1801), «Стихи императору Александру I» (СПб., 1801) и «Песнь Петру Великому. На торжество 100-летия С.-Петербурга, 1803 года мая 16 дня»